# Chronologie des publications phonographiques BAM : Série LD 5000
Vous pouvez aider à l'améliorer ou bien discuter des problèmes sur sa page de discussion.
- Il ne s’appuie pas, ou pas assez, sur des sources secondaires ou tertiaires. (Marqué depuis décembre 2018)
- Il doit être recyclé. La réorganisation et la clarification du contenu sont nécessaires. (Marqué depuis décembre 2018)

- Archive Wikiwix
- Bing
- Cairn
- DuckDuckGo
- E. Universalis
- Gallica
- Google
- G. Books
- G. News
- G. Scholar
- Persée
- Qwant
- (zh) Baidu
- (ru) Yandex
- (wd) trouver des œuvres sur Wikidata

La chronologie des publications phonographiques BAM : Série LD 5000 à LD 6022 fait référence à la nomenclature d'édition de la maison de disques BAM et la numération album de l'éditeur à parution. Ces références officielles discographiques,, figurent dans les discographies dédiées et détaillées des artistes considérés. La numérotation, comme pour toutes les discographies d'éditeur se veut chronologique dans l'ordre d'enregistrement des projets discographiques. La numérotation semble avoir démarrée autour de 1966, sans plus de précision et se termine au début des années quatre-vingt après le rachat de cette maison de disques par Disc'AZ .

## Préambule
L'évolution de cette série reflète l'évolution de la filière discographique en France, avec l'abandon des disques LP 25 cm (mono) au profit des LP 30 cm / 12" et la réédition de titres et d'albums en version stéréophonique.
Le changement de format d'édition et de taille du support nécessite une politique éditoriale de réédition afin de conserver aux œuvres considérées leur caractère d'« écoutabilité » sur des supports d'actualité.
BAM s'inscrit dans le courant éditorialiste généré les entreprises discographiques dans le monde, et adopte ainsi au cours des années soixante une nouvelle numérotation de série à quatre chiffres précédés de deux lettres (LD pour Longue durée) afin distinguer ses enregistrements au format LP 30 cm/12" (mono, stéréo) et de les ordonner dans une nouvelle nomenclature.
La numérotation, comme pour toutes les discographies d'éditeur se veut chronologique dans l'ordre d'enregistrement des projets discographiques. Les rééditions adoptent un préfixe supplémentaire permettant d'assurer une traçabilité des œuvres publiées et une unité de numération.

## Attribution des références et faits marquants

### Le sonmono/stéréophoniquepour les rééditions: Série LD 5000 à LD 5111
Cette nouvelle nomenclature, créée sous la direction d'Albert Lévi Alvarès apparaît en 1960. Elle entérine le basculement des publications musicales de la maison BAM vers un nouveau format d'édition : le disque Longue Durée 30 cm stéréophonique également appelé vulgairement LP 33 tours stéréo. Un préfixe LD 5 est alors ajouté à la numération de séries LD 001, LD 100 pour assurer une cohérence de références. Cette numérotation de transition est donc initialement consacrée à une réédition de titres et d'œuvres d'artistes au format disque 33 tours (LP 33™ / 12") en versions mono- ou stéréophonique.
Tous les titres ont ainsi été édités précédemment en version monophonique.
Parmi les 111 publications, au travers du choix des rééditions proposées, on remarquera la mise en avant du côté novateur et précurseur,, de cette maison de disques dans le domaine de la musique classique. Ainsi, on retrouve à titre d'exemple :
- Des albums de l'Ensemble baroque de Paris, fondé en 1952 par Robert Veyron-Lacroix[13]. Pour ce quintette, il s'entourera d'artistes chevronnés du moment : Jean Pierre Rampal, Pierre Pierlot, Paul Hongne et Robert Gendre.
- Les 3 albums des célèbres enregistrements du Groupe de recherches musicales du Service de la Recherche de la RTF[11] avec François-Bernard Mâche, Romuald Vandelle, Michel Philippot, Luc Ferrari, André Boucourechliev, Iannis Xenakis, Pierre Schaeffer, Henri Sauguet.
- Des albums du célèbre Trio Pasquier (trio à cordes) un peu oublié de nos jours, avec Jean Pasquier (violon), Pierre Pasquier (violon alto), Étienne Pasquier (violoncelle)[14]
- Des enregistrements du compositeur Maurice Ohana interprétant d'autres œuvres.
- Des œuvres de François Couperin interprétées en duo par Jean-Pierre Rampal, flûte et Laurence Boulay, clavecin.
- Les débuts prometteurs de l'Ensemble instrumental Marielle Nordmann.
- Les interprétations à 2 ou 4 mains des œuvres d'Erik Satie par le pianiste Jean-Joël Barbier, accompagné, selon, par Jean Wiener.
- L'édition de l'album novateur de sculptures sonores[10] issue du groupe de travail Les Structures Sonores Lasry-Baschet[15].
- Les polyphonies enregistrées de l'Ensemble polyphonique de Paris sous la direction de Charles Ravier (qui dirigea aussi l'Ensemble polyphonique de l'ORTF).
- Un enregistrement de compositions de Darius Milhaud joué par l'Ensemble instrumental de Paris[16] dirigé par Darius Milhaud lui-même.
- Plusieurs albums de l'Orchestre de Chambre fondé et dirigé par Gérard Cartigny.
- Un des tout premiers enregistrements de Maxence Larrieu, alors flûtiste solo à l'Opéra-Comique de Paris (1954–1966).

Et aussi :
- L'édition définitive en LP 30 cm de l'album Musique Des Dieux, Musique Des Hommes - Gamelans De Bali de Louis Berthe, ethnologue français, spécialiste des Baduy de Java ainsi que du Timor et Bernard Yzerdraat : Grand Prix du disque de l'académie Charles-Cros 1964

### Série LD 5300 à LD 5446: l'édition en double format disque LP30cm(mono/stéréo)
Cette deuxième partie de la numérotation de cette nomenclature, est consacrée à la réédition de titres et d'œuvres d'artistes précédemment édités dans la série LD 300 et LD 400 (Format LP 33™ / 25 cm ou 10 inch). Cette version de disque offre la possibilité d'écouter le son en stéréophonie.

### Série LD 5700 à LD 5933: les disques publiés uniquement en LP30cmstéréo
Cette dernière partie de la numérotation, sert à éditer des œuvres phonographiques nouvelles.

### Une nouvelle série pour le répertoire classique et contemporain: la série LD 6000 à LD 6022 (LP stéréo)
Toujours sous la direction d'Albert Lévi Alvarès et à partir de 1968, cette nouvelle numérotation prend la suite de la série LD 5000 et publie de nouveaux projets BAM centrés autour du répertoire classique et de la musique contemporaine. Dans un premier temps, il est publié uniquement des albums de János Sebestyén, puis la collection se diversifie avec notamment Jean-Joël Barbier, le coffret Noche Flamenca (3 LP), la musique expérimentale de André Almuro, mais d'autres artistes.
Ce sont, au total, 22 albums dont 9 de János Sebestyén à l'orgue ou au clavecin qui seront publiés.
Quelques titres de cette série seront réédités dans la série 5700 à 5933 : 2 albums de János Sebestyén en 1975 et le coffret Noche Flamenca en 1976.
À la disparition de son mari, Odile Lévi Alvarès prend la succession de la maison de disques en 1970. Elle poursuit dans un premier temps le programme d'édition en cours. János Sebestyén enregistrant désormais pour d'autres maisons de disques à diffusion plus internationale, elle préfèrera simplifier la numérotation en choisissant une seule nouvelle numérotation pour accueillir tout type de projets d'édition musicale : la série 5700 à 5933.

### Récompenses discographiques
- Grand Prix du disque de l'Académie Charles Cros 1972 pour L'œuvre pour piano d’Éric Satie (Vol.3 à 4)[17] par Jean-Joël Barbier.
- L'album Paroles de femme de la chanteuse Mannick est certifié Disque d'Or en 1977[18],[19].

## Catalogue des publications phonographiques: numération détaillée

### Série LD 00 rééditée et suivie enSérie 5000 à 5113(Réédition des LP mono/stéréo)
Ces disques étant maintenant difficiles à trouver. Il semble que certains soient sortis avec un simple numérotation et d'autres en double numérotation. En l'état actuel des recherches, il est impossible de vérifier si la double numérotation existe pour l'ensemble de la série. D'autre part, certains disques ont également bénéficié d'un pressage dans une nouvelle série BAM 500 000 dont on connait à ce jour que peu d'exemplaires, souvent onéreux. 
Index des albums publiés en 1953
- LD 001 : Jean-Pierre Rampal (flûte) et Robert Veyron-Lacroix (clavecin) - J. S. Bach : Suite en Ut Majeur pour flûte et basse chiffrée / Antonio Vivaldi : Concerto à cinq en sol Mineur
- LD 002 : Ferdinand Grossman (Wiener "Akademie" Kammerchor) - Heirich Schutz : Sept paroles de Jésus en croix / Cinq Motets
- LD 003 : Jean-Pierre Rampal et le Trio Pasquier - Les Quatre quatuors pour flûte et cordes

Index des albums publiés en 19??
- LD 5005 : Jean-Joël Barbier - Claude Debussy : Sarabande[20]
- LD 5006 : Ensemble Baroque de Paris avec Jean-Pierre Rampal (flûte), Robert Gendre (violon), Pierre Pierlot (hautbois), Paul Hongne (Basson) et Robert Veyron-Lacroix (piano) - Antonio Vivaldi : Concerti[21]
- LD 5007 : Monique Rollin et l'Ensemble vocal des professeurs de musique de l'université, Paris dirigé par Roger Cornet - Chansons historiques françaises (de Jeanne d'Arc à la Révolution) : Arbeau - Guédron - Anon
- LD 08 : Collegium Musicum de Krefeld - Minnesänger : Trouvères Et Troubadours
- LD 5010 : Pierre Maillard-Verger et Marguerite Pifteau - Quatre chansons de France (XVI et XVII é siècles) (Voir LP Vox 8030 : Motets of the Venetian School, Vol. I)
- LD 5011 : Ensemble Baroque de Paris avec Jean-Pierre Rampal (flûte), Robert Gendre (violon), Pierre Pierlot (hautbois), Paul Hongne (basson) et Robert Veyron-Lacroix (piano) - Telemann : Quintette - Quantz : Sonate en trio pour flûte, hautbois et clavecin - Bach : Quintette - Haendel : Sonate en trio pour flûte, hautbois et clavecin
- LD 5013 : Ensemble Baroque de Paris avec Jean-Pierre Rampal (flûte), Robert Gendre (violon), Pierre Pierlot (hautbois), Paul Hongne (basson) et Robert Veyron-Lacroix (piano) - Vivaldi : Sonates et concerti
- LD 5014 : Musique de l'Inde (Volume I) : Râgas du matin du soir, râgas de Benares[22] - Recueillie et enregistrée par Deben Bhattacharya
- LD 5015 : L'Inde Mystique (Volume II) : Traditions de Benares[23] - Recueillie et enregistrée par Deben Bhattacharya

Index des albums publiés en 1956
- LD 5016 : René Leibowitz, Ethel Semser, et The Virtuoso Chamber Ensemble (Fell Bentley, Lear Edwards Wilfrid De Mont, Parry Walker) - Arnold Schoenberg - Pierrot Lunaire Op. 21, Trois Fois Sept Mélodrames
- LD 5019 : Aimé Doniat, André Reybaz (lecteur), Monique Rollin, André Vessières - Airs à Boire et poèmes sur le vin : Anon - Dufay…
- LD 5020 : Henri Dutilleux / Maurice Ohana - Sonate Pour Piano / Sonatine Monodique · Caprichos
- LD 5021 : Fernando Fernández-Lavie - Love Songs of Old Spain : Cantiga de Santa Maria - Milan : Toda mi vida - Encina : Romerico - Narvaez: La bella mal maridada (à la guitare)
- LD 5022 : Émile Martin & Les chanteurs de Saint-Eustache - Josquin des Pres : Miserere; Anon. - Emendemus (XVIe siècle) - Manchicourt : Messe, "Quo abiit dilectus tuus"
- LD 5023 : Francis Poulenc - Erik Satie : Pièces pour piano (incluant Gymnopédie no 1)
- LD 5024 : L'Ensemble d'instruments à vent de New-York et l'Orchestre de Percussion Juilliard, René Le Roy, (direction : Frédéric Waldma) - Edgar Varèse : Œuvres (musique expérimentale)
- LD 5026 : Pro Musica Antiqua de Bruxelles, direction de Safford Cape - La musique espagnole a la cour de Ferdinand et Isabelle (Voir aussi LP EMS 206)
- LD 5028 : Émile Martin - Ingegneri : Huit Réponses de la Semaine Sainte
- LD 5029 : Ensemble Instrumental de Paris dirigé par Darius Milhaud et Ensemble Roger Desormière - Darius Milhaud : Les Rêves de Jacob / L'Homme et son désir Op. 48[24]
- LD 5030 : Michel Podolski et Christiana van Acker - Le Roy / Ronsard : Airs de cour pour voix et luth
- LD 5032 : Alirio Díaz - Recital de Guitarre No 1 (œuvres interprétées dans le No 1 et 2 : Frescobaldi, Bach Villa Lobos, Barrios, Crespo, Borges, Soles, Visee, Purcell, Milan, Sor, Galilei, Torroba et Guerau)
- LD 5033 : Wilfrid Parry & Iris Loveridge (pianos), Gilbert Webster & Jack Lees (percussions), Frederick Grinke (violon), Jack Brymer (clarinette) - Bartok : Contrastes pour violon, clarinette et piano, Sonate pour deux pianos et percussion
- LD 5034 : Jean-Pierre Rampal (flûte), Jacques Lancelot (clarinette) et Robert Veyron-Lacroix (piano) - Claude Debussy : Rhapsodie pour clarinette et piano et Albert Roussel : Aria No. 2 pour clarinette et piano - L'accueil des muses.
- LD 035 : Ensemble Instrumental Sylvie Spyke - Pachelbel, Buxtehude, Rosenmuller, Teleman : Maîtres allemands du XVIIe et XVIIIe siècles.
- LD 5036 : Graciela Pomponio et J. Martinez Zarate - Récital en duo des guitaristes argentins
- LD 5037 : La ralentie, poème d'Henri Michaux dit par Germaine Montero (daté de 1957)
- LD 5039 : Neville Marriner & Peter Gibbs (violons), Desmond Dupre (basse de viole), Thurston Dart (orgue) - Purcell : Sonates à trois n° VII à XII (1683)
- LD 5040 : Émile Martin accompagné par Paulette Deffay, Marie-Louise Girod, K. Simonovic - Lassus - Josquin Des Prés - Reutter - Martin
- LD 041 : Gonzalez Margarita - Dix Chansons Espagnoles - Harmonisées par Federico García Lorca
- LD 5042 : Louis-Jacques Rondeleux (baryton) - Visions Infernales / Chants Populaires Hébraïques : Darius Milhaud, Henri Sauguet, J.c Ambrosini.
- LD 5043 : Robert Veyron-Lacroix (piano) et Yvon Le Marc-Hadour (baryton)[25] - Monteverdi : La lettera amorosa (Madrigaux, Livre VII) - Extraits de L'Orfeo : Rosa del ciel - Tu se morta - Ahi, sventurato amante

Index des albums publiés en 195?
- LD 5046 : Orchestre de Chambre Pierre Menet - Jean-Philippe Rameau : 6 Concerts en sextuor
- LD 5047 : Louis-Jacques Rondeleux (baryton) avec l'orchestre de chambre Pierre Menet - André Campra : Les femmes - Huguette Fernandez (violon), Marie-Anne Mocquot (viole de gambe) et Denise Gouarne (clavecin) - Nicolas Bernier : Bacchus[26] (1962)
- LD 049 : Huguette Fernandez et Robert Gendre (violon), Robert Boulay (alto), Jean-Pierre Rampal (flûte), Étienne Pasquier (violoncelle), Laurence Boulay (clavecin) - François Couperin : Sonates "La Françoise" & "La Sultane", 2e et 9e concerts royaux
- LD 5050 : Yvonne Loriod (piano) - Olivier Messiaen : Préludes pour piano (enregistrement intégral)

Index des albums publiés en 1959
- LD 5052 : Fernand Lavie - Chansons espagnoles à la cour de France : XVIIe siècle (Henry Le Bailly, Gabriel Bataille et Étienne Moulinié)
- LD 5053 : Alirio Díaz - Recital de Guitare no 2 (œuvres interprétées dans les nos 1 et 2 : Frescobaldi, Bach Villa Lobos, Barrios, Crespo, Borges, Soles, Visée, Purcell, Milan, Sor, Galilei, Torroba et Guerau)
- LD 5054 : Shinichi Yuize (Cithares, luth, chant), Hozan Yamamoto (flûtes), Yasuko Nakashima (cithares) - Musique du Japon impérial : Le sankyoku du 17e au 19e siècle[27] (1962)
- LD 5055 : Jean-Pierre Rampal et le Trio Pasquier - Wolfgang Amadeus Mozart : Les Quatre quatuors pour flûte et cordes[28] (1962)
- LD 5056 : Jean-Pierre Rampal (flûte), Étienne Pasquier (violoncelle), Robert Gendre et Huguette Fernandez (violons), Robert Boulay (alto) - François Couperin :  sonates l'Astrée et l'Impériale : 6e, 10e et 14e concerts royaux[29] (1962)
- LD 5057 : Robert Veyron-Lacroix (piano) accompagné du Trio Pasquier avec Jean Pasquier (violon), Pierre Pasquier (violon alto), Étienne Pasquier (violoncelle) - Mozart : Quatuors avec piano no 1 en sol mineur (KV 478), no 2 en mi-bémol majeur (KV 493)] (1961)
- LD 5058 : Le trinome : Noël Lee (piano), Robert Gendre (violon) et Robert Bex (violoncelle) - Ludwig van Beethoven : Trios pour piano et cordes (Trio no 5, en ré majeur, op. 70 no 1 - Trio no 6, en mi-bémol majeur, op. 70 no 2)[30] (1962)
- LD 5059 : Le trinome : Noël Lee (piano), Robert Gendre (violon) et Robert Bex (violoncelle) - Ravel : Trio en la mineur pour piano et cordes / Honegger : Sonatine pour violon et violoncelle (1932), Sonatine pour piano et cordes (1925)
- LD 5060 : Ensemble Baroque de Paris (Rampal, Gendre, Pierlot, Hongne, Veyron-Lacroix) - Musique française du XVIIIe siècle[31],[32] (1962)
- LD 5062 : Sylvie Spycket (clavecin) - Le Clavecin en Europe du XVIe au XVIIIe siècle[33] (1962)
- LD 5063 : Annelies Schmidt de Neveu (violoncelle) et Rolf Knieper (piano) - Johannes Brahms : Sonates nos 1 & 2 pour violoncelle et piano[34]
- LD 5065 : Robert Veyron-Lacroix (piano), Jean Pasquier (violon) et Étienne Pasquier (violoncelle) - Wolfgang Amadeus Mozart : Tempo di minuetto (Quatuor pour hautbois et trio à cordes) - Trio no 6 pour piano et cordes[35] (1962)
- LD 5066 : Les Structures Sonores Lasry-Baschet - Volume 1
- LD 067: Louis-Jacques Rondeleux (baryton) et Jean-Claude Ambrosini (pianiste) - Claude Debussy : Chanson de France, chansons pour baryton et piano

Index des albums publiés en 1963
- LD 5069 : Robert Bex (violoncelle) et Aimée van de Wiele (clavecin) - Jean-Sébastien Bach : Les Trois sonates pour cello et clavecin[36] (1963)
- LD 5070 : Compilation (Iannis Xenakis, Luc Ferrari, Pierre Schaeffer, Henri Sauguet) - Musique Concrète
- LD 5071 : Groupe de Recherches Musicales du Service de la Recherche de la RTF (François-Bernard Mâche, Romuald Vandelle, Michel Philippot, Luc Ferrari, André Boucourechliev) -  Musique experimentale 1
- LD 5072 : Groupe de Recherches Musicales du Service de la Recherche de la  RTF ((François-Bernard Mâche, Romuald Vandelle, Michel Philippot, Luc Ferrari, André Boucourechliev) -  Musique Experimentale 2
- LD 5073 : Elwood Peterson (baryton) et Elisabeth Saclier (piano) - Negro Spirituals
- LD 5074 : Ferenc Gerencser, cymbalum - Bartok - Jardanyi - Kodaly : Récital de Cymbalum par Ferenc Gerencser
- LD 5076 : L'Inde Mystique (Volume III) : chants et danses populaires du Bengale - Recueillis et enregistrés par Deben Bhattacharya[37] (1963)
- LD 5077 : Pierre Poulteau (flûte à bec), André Chevalet (hautbois), Yvonne Schmit (clavecin) - Sonates en trio

Grand Prix du disque de l'académie Charles-Cros 1963.
- LD 5078 : Pierre Barbizet (piano) et Orchestre de chambre dirigé par Jean-Pierre Rampal - Wolfgang Amadeus Mozart : Concerto pour piano et orchestre n ° 21 en ut majeur K. 467 - Concerto pour piano et orchestre n ° 22 en mi bémol majeur K. 482[38] (1963)
- LD 5080 : La maîtrise de la RTF (direction : Jacques Besson et Jacques Jouineau) accompagnée par l'Orchestre Philharmonique RTF dirigé par Manuel Rosenthal - La Maîtrise chante Claude Debussy et André Caplet[39] (1963)
- LD 5081 : Orchestre de Chambre Gérard Cartigny avec Maxence Larrieu (flûte) / Paul Hongne (basson) - Concerts de symphonies en France au XVIIIe siècle[40],[41] (1963)
- LD 5082 : coédition du LP Music Guild 109
- LD 5083 : Orchestre de Chambre Gérard Cartigny - Guillemain : Divertissement de Symphonie / Duvernoy : Concerto No. 5 pour Cor et Orchestre
- LD 5084 : Maxence Larrieu - Carl Bach / Quantz / WF Bach / Fasch / Stamitz : Sonatas en Quartuors et Trois Quatuor Instrumental
- LD 5085 : André Chevalet (hautbois) et Yvonne Schmit (clavecin) - Jean-Baptiste Lœillet : Sonates à deux ou à trois pour flûte à bec, hautbois et clavecin. Suite de clavecin[42].
- LD 5088 : Fernando Valenti - Domenico Scarlatti : Sonate pour clavecin[43]
- LD 5089 : Maxence Larrieu (flûte) et Anne-Marie Beckensteiner (clavecin) - Vivaldi et ses contemporains : sonates pour flûte et clavecin
- LD 090 : Jérôme Piersault (ténor) & Denyse Rivière (piano) - Lieder de Franz Josef Haydn et Robert Franz
- LD 5091 : Ensemble Instrumental Marielle Nordmann - Maîtres anciens italiens et allemands
- LD 5092 : Susann Mac Donald - Un récital de harpe : Wagner, Spohr, Renié, Hindemith, Grandjany, Fauré, Dušik…[44]
- LD 5093 : Jean-Joël Barbier  - Erik Satie : L'Œuvre pour piano (Volume 1)[45],[46]

Index des albums publiés en 1964
- LD 5094 : Musique de l'Inde (Vol. 3) - Ragas du matin et du soir[47] - Recueillis et enregistrés par Deben Bhattacharya
- LD 5095 : Ensemble Alarius de Bruxelles - Turini : Sonata - Uccellini : La Carissima - Fontana : Sonata - Rossi : Sonata - Frescobaldi : Canzoni - Vitali : Balleto
- LD 5096 : Louis Berthe (Missions du CNRS - Musée de l'Homme), Bernard Yzerdraat - Musique Des Dieux, Musique Des Hommes - Gamelans De Bali[48]

Grand Prix du disque de l'académie Charles-Cros 1964.
- LD 5097 : Jean-Joel Barbier (Piano) - Chabrier : Pièces pittoresques, Feuillet d'album, Bourrée fantasque
- LD 5099 : Chants religieux du Bengale[49] - Recueillis et enregistrés par Deben Bhattacharya
- LD 5100 : Ensemble Polyphonique de Paris (Direction Charles Ravier) (ORTF) - En retrouvant le Moyen Âge : du XIe au XVe siècle[50]
- LD 5101 : Chants berbères de Kabylie[51] - Recueillis et enregistrés par Marguerite Amrouche Taos

Grand Prix du disque de l'académie Charles-Cros 1967.
- LD 5102 : Ensemble Alarius de Bruxelles (avec Sigiswald Kuijken, Wieland Kuijken - Robert Kohnen…) - Marin Marais
- LD 5103 : Ensemble Gaston Soublette - Trouvères et Troubadours, Minnesänger et Meistersinge (enregistrements de 1960)
- LD 5104 : Tibet - Népal : Musique Bouddhiste Lamaïque, Musique Rituelle Et Profane[52] - Recueillis et enregistrés lors des missions du CNRS en 1960-1965 par Corneille Jest
- LD 5105 : Jean-Joel Barbier - Claude Debussy : La Cathédrale engloutie, Voiles, Les Collines d'Anacapri, Reflets dans l'eau, Hommage à Rameau, Poissons d'or, Sarabande, Danse, La Soirée dans Grenade, La Sérénade interrompue
- LD 5106 : François Castet - Lute Masters of the 17th Century : Ballard; Perrichon; Belleville; Gaultier; Dowland
- LD 5107 : Alirio Díaz - Splendeurs de la guitare classique[53]
- LD 5108 : Les Structures Sonores Lasry-Baschet - Pièces Nouvelles / Ballet Du Soho / Spontanéité / Altitude 10.000[54]
- LD 5109 : Ensemble Gaston Soublette - Chansons d'amour du XVe siècle[55] L'ensemble Gaston Soublette avec Gaston Soublette, Arnaldo Fuentes, John Sidgwick, Bernadette de Saint-Luc.
- LD 110 : Java - pays sounda : musique et chants traditionnels - Recueillis et enregistrés par Merry Ottin
- LD 111 : Jean-Joel Barbier (Piano) et Jean Wiener - Erik Satie : L'Œuvre pour piano (Vol. 2)[46],[56]
- LD 112 : Cambodge : Musique "Samrê" des Cardamomes - Recueillis et enregistrés par Jacques Brunet
- LD 113 : Bali, paradis des îles de la Sonde - Recueillis et enregistrés par Merry Ottin
- LD 114 : Zia Mohiuddin Dagar - Raga Mangeyabushan (1974) (Recorded in Chembur, Mumbai, January 31 1968)

### Série 5300 à 5446 (réédition des LP25cmmono/stéréo)
Index des albums publiés en 19??
- LD 5305 : Philippe Arthuys - Rudyard Kipling : Le Crabe qui jouait avec la mer[57]
- LD 5306 : Jacques Douai - Chansons poétiques anciennes et modernes (Vol. 1)[58]
- LD 5308 : Francesca Solleville  - Chante la violence et l'espoir
- LD 5337 : Musique d'Afghanistan[59]
- LD 5341 :  Jacques Douai - Noëls anciens
- LD 5349 : Ensemble Achalay - Musique des Andes (Vol.1)[60]
- LD 5359 : Rafael Romero & Juanito Varea accompagnés à la guitare par Perico del lunar - Deux maîtres du Cante Grande[61]
- LD 5370 : Jacques Douai - Récital No 6[62]
- LD 5383 : Musique religieuse chinoise et tibétaine (Temples bouddhiques et lamaseries) - Recueillie et enregistrée par le Dr André Migot
- LD 5390 : Ensemble du Ballet national de danses françaises (Direction : Jacques Douai) - Chants et danses de France : Auvergne, Provence, Vendée, Bretagne, Normandie, Berry[63]
- LD 5397 : Christian Borel et Caroline Cler - Chansons vécues
- LD 5400 : Folklore et musiques de l'univers : Cachemire, vallées himalayennes[64] - Recueillis et enregistrés par la Mission Lotus (1962)
- LD 401 : Michel Daskalakis - Les Bouzoukia de Michel Daskalakis
- LD 5404 : Christian Borel -  Repertoire Montehus : derniers succès populaires du célèbre chansonnier dans ses œuvres satiriques[65]
- LD 5405 : Soto et Caceres, Paco Sanchez, Los Yares - Chants et danses d'Amérique latine
- LD 5406 : Ismael - Canciones Del Pueblo - Canciones Del Rey
- LD 5409 : Office de coopération radiophonique (OCORA) - Envoûtante Afrique Noire[66] -  Enregistrements réalisés par Charles Duvelle, Claude Ernoult et Francis Péré d'OCORA
- LD 5410 : Jacques Douai - Jacques Douai No 9 : 15 ans de chansons
- LD  413 : Christian Borel, Caroline Cler et Paul Mercey - Chansons idiotes : le comique en 1900
- LD  414 : Ensemble Achalay - Musique des Andes (Vol.2)
- LD  416 : Serge Kerval - Serge Kerval (Je me suis t’engagé) (également sous référence C421)
- LD  417 : Marie-Claire Pichaud - Chansons de ce temps-ci
- LD 5418 : Carbaro et le trio mexico - Viva Mexico[67]
- LD 5420 : Francesca Solleville - Récital no 4 : Marie
- LD 5422 : Ensemble Achalay - Musique des Andes (Vol.3)
- LD 5423 : Chansons rive gauche - compilation avec Francesca Solleville (2 titres) (1967)
- LD 5424 : Neomi et Arik Bar-Or - Chantent Israël[68]
- LD 5429 : Zambetas et ses Bouzoukia ; Stelios Zafiriou et ses Bouzoukia - Viva Bouzoukia, viva Zambetas[69]
- LD 5430 : Ramon Montoya - Arte clasico flamenco[70]
- LD  431 : Sotiria Bellou- Grèce : Chants Rebetika
- LD  433 : Jacques Debronckart - Jacques Debronckart (Premier album /11 titres / Arrangement et direction musical d'Oswald d'Andrea)
- LD 5434 : Musiques du Viet-Nam - Recueillie et enregistrée par la mission ethnographique de 1955 (Direction : Tran Van Khé).
- LD 5435 : Musique Populaire Marocaine (Vol.1) - Recueillie et enregistrée par Jean Mazel
- LD 5439 : Folklore et musique de l'univers : Chansons populaires suédoises et Folklore de Norvège[71] - Recueillis et enregistrés par G.Linge : chansons populaires Suédoises par Saga & Birgit Bergstrom.
- LD 5440 : Juan Capra - Chants révolutionnaires du Chili - "Que Vivan Los Estudiantes"
- LD 5442 : L'âme musicale du Pérou[72] - Recueilli et enregistré par Gérard Kremer
- LD 5444 : Francesca Solleville - 200 mètres (Mexico 68)
- LD 5446 : Serge Kerval - Complaintes et ballades de France (Vol no 5)

### Série LD 6000 à 6022 (Nouvelle série uniquement en LP Stéréo)
Index des albums publiés en 1968
- LD 6000 : János Sebestyén (clavecin) - Joseph Haydn : Sonates No 1 à 6[73]
- LD 6001 : János Sebestyén (clavecin) - Georg Friedrich Haendel :  Suite n °14 en sol majeur - Fantaisie en ut majeur ; Suite n °7 en sol mineur - Capriccio en fa majeur[74]

Index des albums publiés en 1969
- LD 6002 : János Sebestyén (clavecin) - Jean-Sébastien Bach : Prélude et fugue en mi bémol majeur BWV 998 - Air varie dans le style italien BWV 989 - Ouverture française n °7 en si mineur (Partita) BWV 83[75]
- LD 6003 : János Sebestyén (clavecin) - Jean-Sébastien Bach : Toccatas - Toccata en do majeur (BWV 912) - Toccata en do mineur (BWV 913) - Toccata en “E minor” (BWV 914) - Toccata en G major (BWV 916[76]
- LD 6004 :
- LD 6005 : The new world consort (of Wesleyan University) - Musique Elisabéthaine[77]
- LD 6006 :

Index des albums publiés en 1970
- LD 6007 : János Sebestyén (orgue) - Jean-Sébastien Bach : Prélude et fugue en mi bémol majeur BWV 552 - Pastorale en fa majeur BWV 590 - Choral in Dulci Jubilo BWV 60[78]
- LD 6008, LD 6009 et LD 6010 : Noche Flamenca (Volume 1 à 3) - Par Juanito Varea, Rafaël Romero, El Pili,…[79] (3LP + Coffret)
- LD 6011 : János Sebestyén (orgue) - Johannes Speth : Toccatas pour orgue N ° 1 à 10[80]
- LD 6012 : François Castet (luth) et Pierre Perdigon (épinette, orgue) - L'Art du Luth aux XVIe et XVIIe siècles[81]
- LD 6013 : Jean-Joel Barbier - Deodat de Severac : Cerdana / Baigneuses au soleil
- LD 6014 : Jean-Joel Barbier - Isaac Albeniz : Chants d'Espagne - Espagne Souvenirs - Torre Bermeja - Légende - Tango en la mineur[82]
- LD 6015 : Jérôme Piersault[83] (ténor) et Denise Rivière (piano) - Felix Mendelssohn : Les plus beaux lieder[84]
- LD 6016 : François Castet - Guitare : œuvres d'Adrian Le Roy, Guillaume Morlaye, Joseph Carpentier (Folies d'Espagne avec 7 variations) et Jean-Sébastien Bach (Suite pour violoncelle solo n°1 adaptée pour la guitare)[85]
- LD 6017 : Les Mélophilètes[86] - Georg-Philipp Telemann : Sonata for Trio in E minor / Sonata in G major / Partita n.2 in G major[87]
- LD 6018 : André Almuro - L' Envol / Ambitus[88] (musique expérimentale)
- LD 6019 :

Index des albums publiés en 1971
- LD 6020 : János Sebestyén (clavecin) - Georg-Philipp Telemann : Ouvertures pour clavecin (Ouverture en si mineur - Ouverture en mi bémol majeur - Ouverture en mi mineur - Ouverture en sol mineur - Ouverture en la majeur ; Ouverture en fa majeur)[89]
- LD 6021 : János Sebestyén (orgue) - Johann Gottfried Walther : Musique pour orgue[90]
- LD 6022 : János Sebestyén (orgue) - Jean-Sébastien Bach : Musique pour orgue (Toccata No 6. En sol mineur. B.W.V. 915 - Toccata No 2. En ut mineur. B.W.V. 911 - Toccata No 1. En fa dièse mineur. B.W.V. 910 - Prélude et fugue. en la mineur. B.W.V. 89)[91]

### Série 5700 à 5933 (Nouvelle série uniquement en LP Stéréo)
Première série en format LP 33 / 10 inch
- LD 701 : Georges Delerue - La grande Pitié - Théâtre de Maurice Clavel (Metteur en scène : Raymond Hermantier Domrémy et Festival de Nîmes / Mystère de la Réhabilitation de Jeanne d'Arc) (6 titres - 1956)
- LD 702 :
- LD 703 : Marc André Bera - Ballades et poèmes anglais choisis et dits par Marc André Bera
- LD 704 : Juan Penalver - F.Gabriel Lorca : Llanto por Ignacio Sanchez Mejias / Poeta en Nueva-York
- LD 705 et LD 706 : Catherine Sellers et Michel Bernardy - Comte de Lautreamont : Maldoror (2 Lp Medium) (illustrations sonores de Michel Philippot)
- LD 707 : Yves Bonnefoy - Poèmes d'Yves Bonnefoy dits par l'auteur
- LD 708 :
- LD 709 : Serge Reggiani et Loleh Bellon - Serge Reggiani et Loleh Bellon disent les 28 plus beaux poèmes d'amours
- LD 710 : Caroline Cler, Claude Dasset et Henri Virlojeux - Contes de La Fontaine avec des chansons De Gaultier-Garguille
- LD 711 : Caroline Cler, Jean-Louis Jemma et Christian Borel - Farceurs et libertins du XVIIe Siècle.

Changement de lettre préfixe de numérotation en 1968.
- C 712 : Roger Blin et Jean Bollery - Les Voyants : poèmes de Gérard De Nerval, Arthur Rimbaud, Henri Michaux, Antonin Artaud, René Daumal.

Index des albums publiés ou réédités en 1970
- LD 5709 : Serge Reggiani et Loleh Bellon - Serge Reggiani et Loleh Bellon disent les 28 plus beaux poèmes d'amours[92]
- LD 5713 : André Almuro - Van Gogh : le suicide de la société (Texte d'Antonin Arthaud / musique d'André Almuro)[93]. Texte dit par Maria Casarès et Roger Brun.
- LD 5714 : Jacques Douai - Chansons poétiques anciennes et modernes (Vol.2)[94]
- LD 5715 : Les authentiques Guaranis - El humahuaqueno - La fête des fleurs (Vol. 1)[95]
- LD 5716 : Folklore et musiques de l'univers : Musique du Moyen-Orient - Bhattacharya Deben[96]
- LD 5717 : Fernandez La Vie (chant et guitare) - Chansons du XVIIe siècle[97]
- LD 5718 : La naissance de St-Germain des Prés - Compilation avec Les Frères Jacques, Cora Vaucaire, Francesca Solleville, Serge & Sonia[98].
- LD 5719 : Les authentiques Guaranis - (Vol. 2) Chants d'Amérique Latine et Harpe Indienne[99]
- LD 7520 : Folklore et musiques de l'univers : Tahiti et Île de Pâques[100] - Enregistrements et production de Francis Mazière
- LD 5721 : Jean-Michel Robba - La Musique du cirque[101]
- LD 5722 : Ping Crawford - Western and Folksong[102] - Enregistré par Jean-Claude Bernier
- LD 5723 : B. Dunoyer, P. Bernard, F. Mazière et M. Marchal - Amours, Delices Et Orgue De Barbarie
- LD 5724 : Folklore et musiques de l'univers : Mexique - Recueillis et enregistrés par Maurice Morea et Serge Roterman.
- LD 5726 : Folklore et musiques de l'univers : Pérou - Maurice Bitter
- LD 5727 : Vaudou en Haïti
- LD 5728 :
- LD 5729 : Folklore Et Musiques De L'Univers : Argentine - Maurice Bitter
- LD 5730 : Jacques Douai - Chansons poétiques anciennes et modernes (Vol.3)[103]
- LD 5731 : Le Message des Tibétains - Musique Sacrée Tibétaine[104] - Recueilli et enregistré par Arnaud Desjardins
- LD 5732 : Atahualpa Yupanqui (6 titres )/ Pedro et Paco Ibanez (4 titres) - Hommage à Atahualpa Yupanqui : guitare et chant[105]
- LD 5733 : Folklore Et Musiques De L'Univers - Paraguay[106] - documents folkloriques recueillis et enregistrés par Maurice Bitter (avec Le Paragayen) -
- LD 5734 : Serge Kerval - Face aux jeunes (enregistrement public à la maison de la culture de grenoble 1969)
- LD 5735 : Anthologie de la Musique Populaire Marocaine.
- LD 5736 : Hélène Martin - Hélène Martin[107]
- LD 5737 : Gilles Jules & Jean - Gilles, Jules et Jean[108]
- LD 5738 : Folklore et musiques de l'univers : Musique de Corée[109] - Recueillie et enregistrée par la Radio Nationale de Pyong-Yang
- LD 5739 : Folklore et musiques de l'univers : Turquie[110] - Recueillis et enregistrés par Merry Ottin

Index des albums publiés en 1971
- LD 5740 : Alphonso et son Orchestre - Aux Antilles[111]
- LD 5741 :
- LD 5742 : Florencio Coronado (harpe andine)[112] - Le récital de Florencio Coronado enregistré à Lima par Gérard Kremer
- LD 5743 : Jean-Yves Luley - Jean-Yves Luley[113]
- LD 5744 : Francis Poulenc (piano) et Geneviève Touraine (soprano) - Francis Poulenc joue Erik Satie et Francis Poulenc[114]
- LD 5745 : Arun Chatterjee (chant et harmonium) - Songs on Ramakrishna[115]
- LD 5746 : Arun Chatterjee (chant et harmonium) - Chants folkloriques du Bengale[116]
- LD 5747 : Ensemble Achalay - Musique des Andes (Vol.4)[117]
- LD 5748 : Jacqueline Pons - Le jardin d’amour[118] - accompagné par l'orchestre de Michel Gonet
- LD 5749 : Folklore et musiques de l'univers : Iles Wallis - Par Maurice Bitter[119]
- LD 5750 : Folklore et musiques de l'univers : Tombouctou la mystérieuse - Par Maurice Bitter[120]
- LD 5751 : Les Cloches Du Temple D'or De Benarès - Recueillis et enregistrés par  Jean-Marie Grenier
- LD 5752 : Folklore et musiques de l'univers : Ceylan[121]
- LD 5753 : Serge Kerval - Botrel
- LD 5754 : Folklore et musiques de l'univers : Ouvea des Iles Loyautés - Par Maurice Bitter[122]
- LD 5755 : Folklore et musiques de l'univers : Polynésie - Par Maurice Bitter
- LD 5756 : Folklore et musiques de l'univers : Singapour -
- LD 5757 : Folklore et musiques de l'univers : Îles Mélanésiennes -
- LD 5758 : Jacques Douai - Chante pour les enfants
- LD 5759 : Serge Kerval - Récital public (au palais des arts et de la culture de Brest)
- LD 5760 : Jean-Yves Luley - Éducation
- LD 5761 : André Krust - Le Charme des grands classiques : Mozart, Beethoven, Chopin, Liszt, Mendelssohn, Ibert, Satie, Poulenc, Schubert, Schumann[123]
- LD 5762 :  Jean-Joel Barbier (Piano) et Jean Wiener - Erik Satie : L'œuvre pour piano (Vol. 3)[124],[46]
- LD 5763 :
- LD 5764 :
- LD 5765 :
- LD 5766 : Serge Kerval - Chante Bob Dylan
- LD 5769 : Pia Colombo - Un pays
- LD 5770 : Gabby Marchand - Gabby Marchand[125]

Index des albums publiés en 1972
- LD 5771 : Claude Fonfrède - Claude Fonfrède : Chansons vinicoles[126]
- LD 5772 : Folklore et musiques de l'Univers : Mali - Recueilli et enregistré par Serge Kochyne[127]
- LD 5773 : Mouloudji -  Mouloudji : six feuilles mortes
- LD 5774 : Mouloudji - Comme dit ma concierge[128]
- LD 5775 : Claude Vinci - Je revendique
- LD 5776 : Groupe des Tambourinaires de l'Académie Provençale de Cannes[129]
- LD 5777 : Jacques Douai - Les voyageurs
- LD 5778 : Francesca Solleville - Chante Louis Aragon
- LD 5778 : Francesca Solleville - Chante la violence et l'espoir[130]
- LD 5779 : Jean-Joel Barbier - Erik Satie : L'œuvre pour piano (Vol. 4)[46],[131]
- LD 5780 :
- LD 5781 : Musique classique D'Iran - Recueillie et enregistrée par Deben Bhattacharya
- LD 5782 : Musique Religieuse de la Terre Sainte - Recueillie et enregistrée par Deben Bhattacharya[132]
- LD 5783 : Musique des bedouins - Recueillie[133] et enregistrée par Deben Bhattacharya
- LD 5784 : Musique folklorique de Bulgarie - Recueillie et enregistrée par Deben Bhattacharya
- LD 5785 : Folklore et musiques de l'univers - Musique de Yougoslavie
- LD 5786 : Didier - Didier
- LD 5787 : Le Ramayana à Bali - Recueilli et enregistré par François Jouffa
- LD 5787 : Bali, matin du monde - Reportage sonore de Jean-Marie Grenier
- LD 5788 : Folklore Et Musiques De L'Univers – Corse Authentique - Chant et documents sonores recueillis en Corse par Maurice Bitter
- LD 5789 :
- LD 5790 : Dezsö Ranki (piano) - Ludwig van Beethoven : Sonates - Sonate n °21. En ut majeur. Pour piano. op. 53 : dite L'aurore ou Waldstein [Enregistrement sonore] ; Sonate n °8. En ut mineur. Pour piano. op. 13 : dite Pathétique ; Sonate n °24. En fa dièse majeur. Pour piano. op. 78 : dite A Thérèse[134]
- LD 5791 : Serge Kerval - Serge Kerval / Les enfants de Marseille[135]
- LD 5792 : Dezsö Ranki (piano) - Robert Schumann : Fantaisies pour piano. Op. 17. Do majeur[136]
- LD 5793 : Dezsö Ranki (piano) - Frédéric Chopin : Études (12) op. 10 ; Nocturne op. 9, no 3, si maj. ; Ballade op. 23, sol min. ; Ballade op. 38, fa maj[137].
- LD 5794 : Graeme Allwright - Graeme Allwright / le trimardeur[138]
- LD 5795 : Toutes ces dames au salon - Collectif avec Mouloudji, …[139]
- LD 5796 : Mouloudji - Complaintes et Ballades
- LD 5797 : Mouloudji - Ramona
- LD 5798 : Mouloudji - Comme une chanson de Bruant

Index des albums publiés en 1973
- LD 5800 : Jean-Joël Barbier - Erik Satie : Œuvres pour piano (vol. I)[140] (Coffret 5 LP)
- LD 5801 : Jean-Joël Barbier - Erik Satie : Œuvres pour piano (Vol.II)
- LD 5802 : Jean-Joël Barbier - Erik Satie : Œuvres pour piano (Vol.III)
- LD 5803 : Jean-Joël Barbier - Erik Satie : Œuvres pour piano (Vol.IV)
- LD 5804 : Jean-Joël Barbier - Erik Satie : Œuvres pour piano (Vol.V)
- LD 5805 : Padre Miguel - Mocidade independente (Percussions du Brésil)[141]
- LD 5806 : Mouloudji - Apollinaire dit par Mouloudji
- LD 5807 : Mouloudji - Les plus grands succès : Comme un p'tit coquelicot[142]
- LD 5808 : Francesca Solleville - Chante la violence et l'espoir
- LD 5809 et 5810 : Mouloudji, Francesca Solleville, Les Octaves - Le chant des ouvriers (2LP)[143]
- LD 5811 : Marrakech - Musique Populaire De La Place Djemaa El Fna - Recueillie et enregistrée par François Jouffa[144]
- LD 5812 : Claude Vinci - Faire le point
- LD 5813 : Maria Livia São Marcos - Cinq préludes pour guitare / Heitor Villa-Lobos : Suite populaire brésilienne[145]
- LD 5814 : Dezsö Ranki et Zoltán Kocsis - Ranki / Kocsis : Mozart, Brahms, Ravel[146]
- LD 5815 et 5816 : The Haydn Ensemble of Tokyo. Direction: Makato Ohmiya - Josef Haydn : Nocturnes (intégrale 2 LP + Coffret). Flûte solo: Masa Yoshida[147]. Enregistré en 1971 dans la salle de concerts d’État de Yokohama, réalisé avec des instruments spéciaux : clarinette en ut, contrebasse à 5 cordes.
- LD 5817 : Mouloudji et Jacques Prévert  - Dîner de têtes…
- LD 5818 :
- LD 5819 : Miklos Perenyi, Lorant Szucs - Gabriel Fauré : Sonates No. 1 Et 2 / Élégie pour violoncelle et piano
- LD 5820 et 5821 : Jacques Douai - 25 ans de chansons[148] (2 LP + Coffret et brochure)
- LD 5822, 5823, 5824, 5825 : Mouloudji - Coffret 4LP - Dédicace : 25 ans de chansons

Index des albums publiés en 1974
- LD 5826[149] :
- LD 5827 : Jacques Douai - Chante pour les enfants[150]
- LD 5828 et LD 5829 : Liberté : chants et poèmes de la résistance française - Par Mouloudji, Les Octaves, Catherine Sauvage, Michel Bouquet, Silvia Monfort…[151] (Double LP - Coffret)
- LD 5830 : Jean-Joël Barbier, piano - Claude Debussy : Préludes - Livre 1[152]
- LD 5831 : [153]
- LD 5832 : Maria Livia São Marcos - Doze etudes pour guitare - Heitor villa /lobos[154]

Index des albums publiés en 1975
- LD 5833 : Dezsö Ranki (Piano) - Robert Schumann : Carnaval, op. 9 et Scènes de la forêt, op. 82[155]
- LD 5834 : Ferenc Gergely, (orgue) - Noël pour orgue[156]
- LD 5835 : Anthologie de la musique populaire marocaine : Marrakech et le pays des Kasbahs - Recueillie et enregistrée par Jean Mazel[157]
- LD 5836 : [158]
- LD 5837 : Ensemble Gaston Soublette - Trouvères, troubadours - minnesänger, meistersinger
- LD 5838 : Ensemble Gaston Soublette - Chansons d'amour du XVe siècle
- LD 5839 :
- LD 5840 : Tambours magiques de Ceylan - recueillis et enregistrés par François Jouffa[159]
- LD 5841 : Démons et merveilles à Bali  - recueillis et enregistrés par François Jouffa[160]
- LD 5842 et 5843 : Poèmes et chants concentrationnaires - Mouloudji avec de la Fédération Nationale des Déportés Internes Résistants et Patriotes et David Douvette ; Michel Bouquet, Robert Hirsch, Winston Churchill…[161]
- LD 5844 : Jean-Joël Barbier - Erik Satie : L'Œuvre Pour Piano (Vol. 5)[46]
- LD 5845, LD 5846 et LD 5847 : Poèmes et chants concentrationnaires - Mouloudji avec de la Fédération Nationale des Déportés Internes Résistants et Patriotes et David Douvette ; Michel Bouquet, Robert Hirsch, Winston Churchill, Isabelle Aubret, Delphine Seyrig, Les Octaves… (nouveau coffret 3LP + livret[162])
- LD 5848 et LD 5849 : Janos Sebestyen (clavecin) - Jean-Sébastien Bach : Toccatas pour clavecin, BWV 910 à 916 : intégrale…[163] (2 LP + coffret)
- LD 5850, 5851 et 5852 : Chorale franco-allemande de Paris À Cœur Joie sous la direction de Bernard Lallement - Chants des provinces de France (Triple LP+ Coffret)[164]
- LD 5853 : Chorale franco-allemande de Paris À Cœur Joie sous la direction de Bernard Lallement - Sur les sentiers du romantisme allemand[165]

Index des albums publiés en 1976
- LD 5854 : Orchestre de chambre de Tokyo dirigé par Makoto Ohmiya, avec Kiyosho Kasai (flûte) - Josef Haydn : 6 Scherzandos.
- LD 5855 : Anthologie de la chanson paillarde (vol. 1) - Orchestration et direction musicale Jean Bernard. Interprétée par Mouloudji, Robert Dalban, Danièle Évenou, Christian Méry, Armand Mestral, Jacques Meyran, Louis Navarre, Les Octaves, Marie-Thérèse Orain, Liliane Patrick[166].
- LD 5856 : Anthologie de la chanson paillarde (Vol.2)[167]
- LD 5857 : Anthologie de la chanson paillarde (Vol.3)[167]
- LD 5858 : Anthologie de la chanson paillarde (Vol.4)[167]
- LD 5859 : Anthologie de la chanson paillarde (Vol.5)[167]
- LD 5860 : Anthologie de la chanson paillarde (Vol.6)[167]
- LD 5861 : Le Ramayana à Bali - Recueillis et enregistrés par François Jouffa[168]
- LD 5862 : Mouloudji - Madame la môme[169]
- LD 5863 : Geneviève Joy et Maurice Ohana (Piano) - Henri Dutilleux : sonate pour piano / Ohana : Sonatine monodique - Caprichos
- LD 5864 : Jean Wiener (piano) - Bach : Chorales
- LD 5865 : Maria Livia São Marcos - Maria Livia Sao Marcos Joue Bach[170]
- LD 5866 : Francis Poulenc (piano) et Genevieve Touraine (soprano) - Poulenc Satie
- LD 5867 : Los Rupay - Kollasuyu = Bolivie[171]
- LD 5868 : Mexique : L'Art du violon huastèque[172]
- LD 5869 : Noche Flamenca (Vol. 1)[173]
- LD 5870 : Noche Flamenca (Vol. 2)[174]
- LD 5871 : Noche Flamenca (Vol. 3)[175]
- LD 5872 : Groupe de Recherches Musicales de la RTF - Musique expérimentale (Vol. 1)[176]
- LD 5873 et 5874 : Pierre Poulteau (flûte a bec), André Chevalet (hautbois), Yvonne Schmit, (clavecin) - Jean-Baptiste Lœillet : Sonates et trios[177] (2LP + Coffret)
- LD 5875 et 5876 : Chrorale Franco-Allemande de Paris - Chants des provinces de France (Vol.2) (2 LP+ Coffret)
- LD 5877 : Jean-Joël Barbier - Claude Debussy : Œuvres pour piano[178]
- LD 5878 : Les Structures Sonores Lasry-Baschet - Structures sonores[179]
- LD 5879 : Alirio Díaz (guitare) - Splendeurs de la guitare : Frescobalti, Bach, Villa-Lobos, Barrios[180]...
- LD 5880 : Chorale Franco-allemande de Paris (direction Bernard Callemart) : Amfrayne Meslard : 14 nouvelles chansons galantes[181]
- LD 5881 : Guillermo de la Roca - Cathédrale des Andes : flûte indienne et orgue baroque[182]
- LD 5882 : Robert de Virée / Michel Amoric - Pièces pour luth, théorbe, guitare[183]
- LD 5883 : Mannick - Parole de femme[184],[185]
- LD 5884 : Valia et Aliocha Dimitrievitch - J'aime un voyou Maman ; Matouchka ; Adieu…[186]
- LD 5885 : Ensemble populaire hongrois (direction : Istuan Albert - Les rhapsodies hongroises de Liszt[187]
- LD 5886 : Les nomades du Niger - Recueillies et enregistrées par François Jouffa[188]?
- LD 5887 : Diableries péruviennes -  Recueillies et enregistrées par Francois Jouffa[189]
- LD 5888 : Jacques Prévert - Jacques Prévert Chanté Par Mouloudji, Julie Saget, Catherine Sauvage, Liliane Patrick (Vol.1)[190]
- LD 5889 : Jacques Prévert - Jacques Prévert Chanté Par Mouloudji (Vol.2)
- LD 5890 : Jacques Prévert - Jacques Prévert Chanté Par Mouloudji (Vol.3)
- LD 5891 : Jacques Prévert - Jacques Prévert Chanté Par Mouloudji (Vol.4)
- LD 5892 : Mouloudji - Chante Boris Vian (Vol.1)[191]
- LD 5893 : Mouloudji - Chante Boris Vian (Vol.2)[191]
- LD 5894 : Les Melophites - G. P. Telemann : Sonates et trios[192]
- LD 5895 : Les Octaves - Un parfum d'herbes sauvages[193]

Index des albums publiés en 1977
- LD 5896 : Chants Gauchos, musique de la Pamja - Recueilli et enregistré par Alex Decotte[194]
- LD 5897 : Maroc : Les possédés d'Allah - Musique confrérique du Maroc - Recueilli et enregistré par Daniel Morzuch[195]
- LD 5898 : François Couperin : Pièces de Clavecin[196]
- LD 5899 : Anthologie de la chanson paillarde (Vol. 1) - Orchestration et direction musicale Jean Bernard. Interprétée par Mouloudji, Robert Dalban, Danièle Évenou, Christian Méry, Armand Mestral, Jacques Meyran, Louis Navarre, Les Octaves, Marie-Thérèse Orain, Liliane Patrick… (Réédition)[197]
- LD 5900 : Anthologie de la chanson paillarde (vol. 2) (réédition)[198]
- LD 5901 : Anthologie de la chanson paillarde (Vol. 3) (Réédition)[199]
- LD 5902 : Anthologie de la chanson paillarde (Vol. 4) (Réédition)[200]
- LD 5903 : Anthologie de la chanson paillarde (Vol. 5) (Réédition)[201]
- LD 5904 : Anthologie de la chanson paillarde (Vol. 6) (Réédition)[202]
- LD 5905 : Musique et documents de l'Équateur : Rythmes indiens et afro-américains - Recueillis et enregistrés par Xavier Bellenger[203]
- LD 5906 : Mouloudji - Le bar du temps perdu[204]
- LD 5907 : Chorale Franco-Allemande de Paris & Ensemble instrumental du Bachal (direction B. Lallement) - Chansons françaises du Canada (Québec - Acadie)[205]
- LD 5908 : Groupe Crëche - Automne[206]
- LD 5910 :
- LD 5911 :
- LD 5912 : Linda de los  Llanos - Linda de los Llanos
- LD 5913 :
- LD 5914 :
- LD 5915 et LD 5916 : Autrefois… Aujourd'hui… (Vol. 1 et 2) - Compilation avec Jacques Douai (orchestre dirigé par Pierre Rabbath)[207] (2 LP + Coffret)
- LD 5917 : Jacques Douai - Chanson poétiques anciennes et modernes (vol. 2)[208]
- LD 5918 : Jacques Douai - Chanson poétiques anciennes et modernes (vol. 3)[209]
- LD 5919 : Jacques Douai - Chanson poétiques anciennes et modernes (vol. 4)[210]
- LD 5920 : Jacques Douai - Chanson poétiques anciennes et modernes (vol. 5)[211]
- LD 5921 : Jacques Douai et l'Ensemble du Ballet national de danses françaises (direction :?) - Chants et danses de France[212]
- LD 5922 : Mannick - La chance d'être une femme[213]

Index des albums publiés en 1978
- LD 5923 : Goun - Valse à l'envers[214]
- LD 5924 : Jacques Douai - Madame, c'est aujourd'hui… (Vol.1)[215]
- LD 5925 : Jacques Douai - La Belle se promène… (Vol.2)[216]
- LD 5926 : Mouloudji - Mouloudji chante Dimey : poèmes voyous suivis de toutes ces dames au salon[217]
- LD 5927 : Mouloudji - Mouloudji chante Boris Vian

Index des albums publiés en 1979
- LD 5928 : Mouloudji - Comme une feuille en automne[218]
- LD 5929 : Mannick - Je Suis Ève[219]
- LD 5930 : Jacques Douai - Tu sais, je sais…[220]
- LD 5999 : Ensemble Achalay - Musiques des Andes (vol.5)

Index des albums publiés en 1980
- LD 5933 : Mouloudji - Inconnus, Inconnues[221]

### Série BAM CALB (coffrets albums)
- CALB 64 à CALB 68 : Jean-Joël Barbier et Jean Wiener - Erik Satie : Œuvres pour piano (vol. 1 à 5)[222]

### Série BAM 500 000
Cette numérotation semble reprendre les séries LD 01 à LD 113 et LD 5000 à 5013 avec une ligne graphique de pochettes différentes. La ligne graphique est déclinée à l'identique sur les pochettes avec un visuel de clés anciennes sur fond couleur variable.
Disques actuellement identifiés dans cette collection
- BAM 500 013 : Ensemble Baroque de Paris avec Jean-Pierre Rampal (flûte), Robert Gendre (violon), Pierre Pierlot (hautbois), Paul Hongne (Basson) et Robert Veyron-Lacroix (piano) - Vivaldi : Sonates et concerti
- BAM 500 046 : Orchestre de Chambre Pierre Menet - Jean-Philippe Rameau : 6 Concerts en sextuor
- BAM 500 063 : Annelies Schmidt de Neveu (violoncelle) & Rolf Knieper (piano) - Johannes Brahms : Sonates No 1 & 2 pour violoncelle et piano
- BAM 500 065 : Robert Veyron-Lacroix (piano), Jean Pasquier (violon) et Étienne Pasquier (violoncelle) - Wolfgang Amadeus Mozart : Tempo di minuetto (Quatuor pour hautbois et trio à cordes) - Trio n ° 6 pour piano et cordes